# 牛玉山
牛玉山（1931年1月—2022年12月23日），山东成武人，中国人民解放军正军职离休干部、原海军福建基地司令员。

## 生平
牛玉山1945年12月入伍，1948年1月加入中国共产党。历任通信员、警卫员、副航海长、参谋、副科长、舰长、大队长、支队参谋长、副支队长、支队长、海军舟山基地司令员等职。
2022年12月23日，牛玉山因病于上海逝世，享年91岁。讣告刊登在2023年2月4日的《解放军报》。